# Rudolf Lindau
Rudolf (Rodolf ou Rodolphe) Lindau, né le 10 octobre 1829 à Gardelegen et mort le 14 octobre 1910 à Paris, est un écrivain et diplomate prussien du XIXe siècle.

## Biographie
Fils d'un médecin et plus tard commissaire à la Justice, Paul Lindau est né à Magdebourg dans une famille juive convertie au protestantisme. Il est le frère aîné de l'écrivain, dramaturge et journaliste allemand Paul Lindau.
En 1847, sa famille a déménagé à Berlin. Il a étudié la philologie à Berlin, Giessen, Paris et Montpellier. Son œuvre sera plus tard inspirée par l'écrivain, romancier, nouvelliste et dramaturge russe Ivan Tourgueniev. Il a ensuite travaillé en France comme tuteur privé puis de devenir secrétaire particulier du ministre Jules Barthélemy-Saint-Hilaire.
Il est ensuite correspondant pour l'Extrême-Orient des journaux français tels que la Revue des Deux Mondes et le Journal des Débats, ce qui l'amène au Japon en 1859, puis à nouveau entre 1861 et 1862. Ses reportages servent de guide aux visiteurs européens qui souhaitent découvrir le pays.
De 1864 à 1866, il est consul de la Confédération suisse au Japon, où il se rend sur un paquebot à vapeur en compagnie de l'industriel François Perregaux, pionnier de l'horlogerie suisse au Japon. Chargé par le gouvernement suisse d'établir des relations commerciales au Japon, en soutien du politicien suisse Aimé Humbert, arrivé en 1863 pour négocier un traité avec le shogunat, il fonda à Yokohama en 1864 le Japan Times, l'un des premiers journaux de langue anglaise du Japon[réf. nécessaire], avec le journal satirique Japan Punch, créé deux ans plus tôt par le caricaturiste et illustrateur anglais Charles Wirgman.
En 1869, il retourna en Allemagne, où, de 1870 à 1871 a repris la déclaration de guerre de l'État prussien Gazette de Allemagne du Nord Zeitung. Après la guerre franco-allemande, il est envoyé en janvier 1873 à Paris comme attaché à l'ambassade d'Allemagne, sous les ordres de l'ambassadeur, le comte Harry von Arnim, puis 1874 sous ceux de son successeur Clovis zu Hohenlohe-Schillingsfürst. Également correspondant à Paris de la Gazette nationale de Berlin, il écrit à cette époque des rapports sur le journalisme français qui lui sont commandés par les cercles gouvernementaux à Berlin. Il a pour mission d'influencer les journaux français et fait appel dès février 1873 à Albert Beckmann, journaliste prussien depuis une quinzaine d'années à Paris.

## Œuvres
- Un voyage autour du Japon, 1864 (dt. Reise um Japan, 2010)
- Die preußische Garde im Feldzuge 1870-71, 1872
- Robert Ashton, Roman, 1877
- Vier Novellen und Erzählungen, 1878
- Gordon Baldwin, Novella, 1878
- Gute Gesellschaft, roman, 1879
- Die kleine Welt, récits, 1880
- Der Gast, roman, 1883
- Wintertage, récits, 1883
- Auf der Fahrt, récits, 1886
- Zwei Seelen, roman, 1888
- Der lange Holländer, novella, 1889
- Martha, roman, 1892
- Liebesheiraten, roman, 1894
- Reisegefährten, novella, 1894
- Schweigen. Nouvelles novella, 1895
- Aus China und Japan. Reiseerinnerungen, 1896
- Erzählungen eines Effendi, 1896
- Türkische Geschichten, 1897
- Der Fanar und Mayfair, roman, 1898
- Zwei Reisen in der Türkei, 1899
- Ein unglückliches Volk, roman, 1903
- Gesammelte Romane und Novellen, 1904f
- Alte Geschichten, 1904
- Erzählungen aus dem Osten, 1909
- Eine Nachlese, Erzählungen und Übersetzungen, 1910